# Château de Bonneville (Belgique)
Pour les articles homonymes, voir Château de Bonneville.

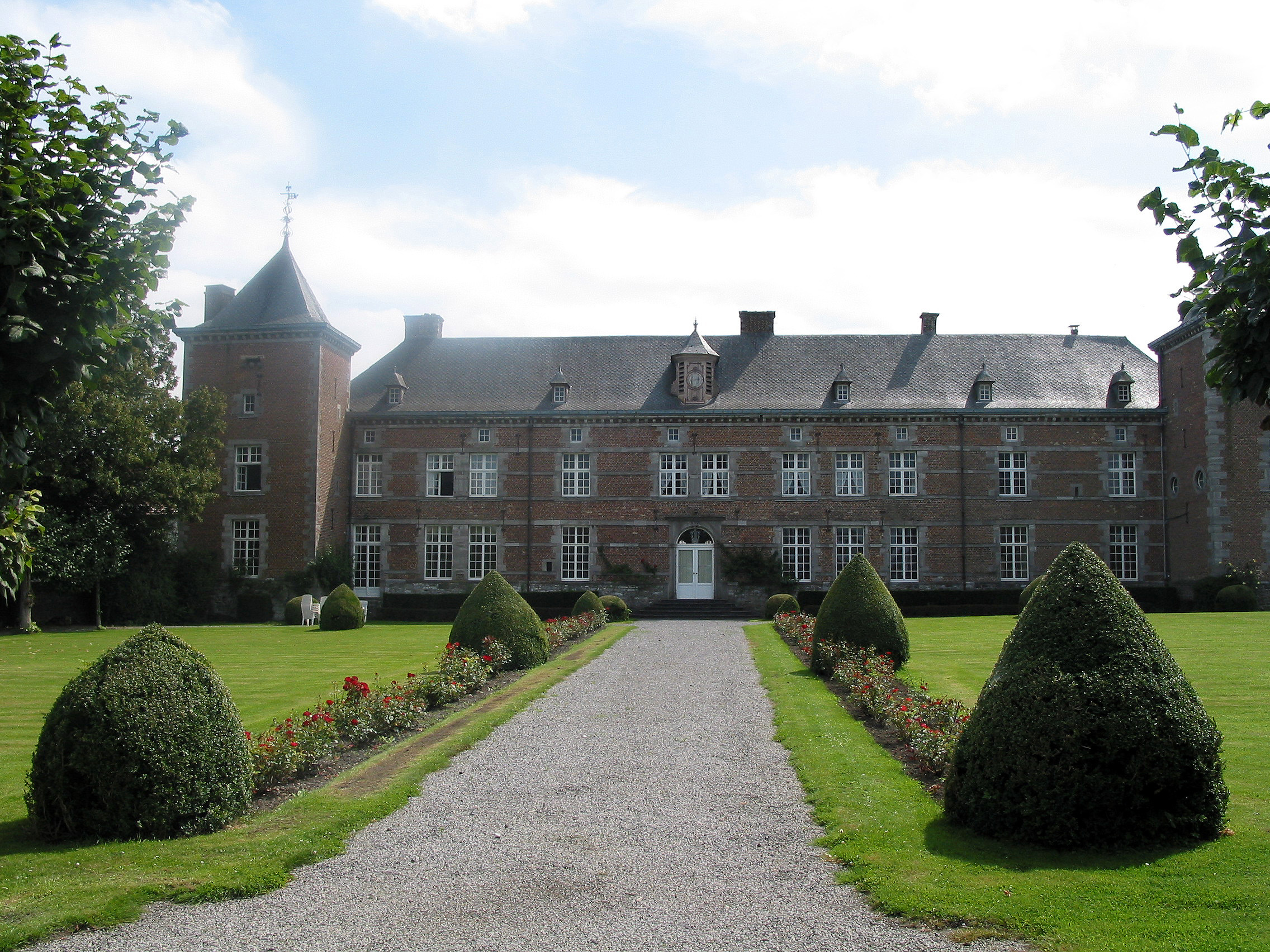
Le château.

Le château de Bonneville est un château situé en Wallonie à Bonneville, dans la commune d'Andenne, dans la province de Namur.

## Histoire
Au départ, il s'agissait d'une ferme constituée d'une tour donjon du XVe siècle. En 1617, Jacques de Zualart, personnage fortuné et bourgmestre de Namur, achète le domaine, devient seigneur de Sclayn-Bonneville et entame la construction de l'aile principale Nord du bâtiment, qui devient de ce fait un château harmonieux doté d'une façade de style mosan caractérisée par l'alternance de briques et de cordons de pierres calcaires. Tilmant de Zualart, fils de Jacques, se ruine lors de la poursuite de la construction et c'est son créancier principal, le chevalier Jean-Hubert de Tignée, qui devient vers 1690 le nouveau propriétaire et seigneur de Bonneville ; depuis lors le château de Bonneville n'a plus été vendu depuis dix générations et appartient encore aujourd'hui à son descendant direct, le chevalier Baudouin de Theux, et à son épouse. La propriété n'a quasiment plus changé d'aspect ; le XVIIIe siècle l'enjolive de beaux salons et de jardins à la française.